# Solota Balka
Solota Balka (ukrainisch Золота Балка; russisch Золотая Балка Solotaja Balka) ist ein Dorf im Norden der ukrainischen Oblast Cherson mit etwa 1600 Einwohnern (2001).

## Geschichte
Das 1780 gegründete Dorf war vom 23. August 1941 bis zum 27. Februar 1944 von Truppen der Wehrmacht besetzt.
Im Juni 1952 wurden die Dörfer Welyki Hyrla (Великі Гирла), Mali Hyrla (Малі Гирла) und Solotu Balku (Золоту Балку) zum Dorf Solota Balka vereint.
Im Verlauf des russischen Überfalls auf die Ukraine wurde der Ort im März 2022 durch russische Truppen besetzt, am 2. Oktober 2022 wurde der Ort durch die Ukrainische Armee zurückerobert.

## Geografie
Das 286 km² große Dorf liegt auf 86 m Höhe am rechten Ufer des zum Kachowkaer Stausee angestauten Dnepr 30 km südlich vom ehemaligen Rajonzentrum, der Siedlung städtischen Typs Nowoworonzowka und etwa 150 km nordöstlich der Oblasthauptstadt Cherson.
Westlich vom Dorf verläuft die Territorialstraße T–04–03.
Am 12. Juni 2020 wurde das Dorf ein Teil der Landgemeinde Nowooleksandriwka; bis dahin bildete es die Landratsgemeinde Solota Balka (Золотобалківська сільська рада/Solotobalkiwska silska rada) im Osten des Rajons Nowoworonzowka.
Seit Juli 2020 ist es ein Teil des Rajons Beryslaw.